# Pierre Drieu la Rochelle

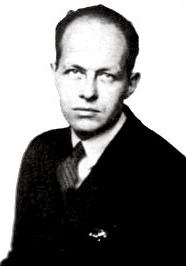
Pierre Drieu la Rochelle in 1938

Pierre Eugène Drieu la Rochelle (* 3. Januar 1893 in Paris; † 15. März 1945 ebenda), auch: Drieu La Rochelle, war ein französischer Schriftsteller. In den 1930er-Jahren und während des Zweiten Weltkriegs zählte er zu den führenden Intellektuellen Frankreichs. Breiteren Schichten ist er vor allem als Inbegriff des Dandys und aufgrund seiner Rolle während der Kollaboration mit den deutschen Besatzungsmächten bekannt.

## Leben
Drieu besuchte eine katholische Knabenschule, war jedoch bereits mit 14 überzeugter Atheist, inspiriert durch Friedrich Nietzsches Zarathustra.
Nachdem er in einer wichtigen Prüfung seines Jurastudiums durchgefallen war, geriet Drieu in eine Krise. In dieser Zeit meldete er sich als Soldat im Ersten Weltkrieg, während dessen er in der Infanterie und der Artillerie diente (u. a. vor Verdun und den Dardanellen), mehrfach verwundet wurde und bis zum Adjutanten (seit 16. September 1918, dt. etwa Hauptfeldwebel) aufstieg. Die Kriegserlebnisse verarbeitete er später illusionslos in seinen Werken (z. B. in der Comédie de Charleroi). Nach dem Krieg geriet er allerdings in eine tiefe Sinnkrise. Da er den Krieg in erster Linie positiv erlebt hatte, gelangte er zu einer chauvinistischen Lebenseinstellung, die er u. a. in seinem autobiografisch inspirierten Roman Gilles (deutsch Die Unzulänglichen) darlegt.
Drieu la Rochelle arbeitete für André Gides Literaturzeitschrift Nouvelle Revue Française (NRF) und verkehrte in Kreisen des französischen Surrealismus. André Malraux, Louis Aragon oder auch Antoine de Saint-Exupéry zählten zu seinen Freunden. Von 1917 bis 1925 war er mit der Jüdin Colette Jéramec verheiratet; später rettete er sie und ihre beiden Kinder aus zweiter Ehe aus dem Sammellager Drancy vor dem Weitertransport in Todeslager. Danach hatte er zahlreiche Affären, u. a. mit Victoria Ocampo und Christiane Renault, der Ehefrau des Großindustriellen Louis Renault.
Drieus Schreibstil zeichnet sich durch eine akribische Beobachtung menschlichen Verhaltens aus. In der Zwischenkriegszeit kritisierte er in seinen Romanen das dekadente Leben der französischen Oberschicht (z. B. in rêveuse bourgeoise, dt. verträumtes Bürgertum). Er war eng mit Jacques Rigaut befreundet, dessen Suizid er in der Erzählung Das Irrlicht ein literarisches Denkmal setzte. Aufgrund ihrer eindringlichen Schilderung menschlichen Scheiterns wird diese Erzählung unter Literaturwissenschaftlern zu Drieus bedeutendsten Werken gezählt.
Drieu gilt als erster Europäer, der das Werk des Mitbegründers des Magischen Realismus Jorge Luis Borges entdeckte. Dies geschah Anfang der 1930er Jahre auf einer Reise nach Buenos Aires, nach derer Rückkehr Drieu schrieb, dass Borges eine Reise wert sei.

### Kurs auf den Faschismus
Ab 1925 ging er zunehmend eigene Wege. Dabei wechselte der Antibourgeois seine politischen Vorlieben mehrfach. So gehörte er vorübergehend dem vom Industriellen Ernest Mercier gegründeten, konservativen und antiparlamentarischen Redressement français, zu Beginn der dreißiger Jahre dagegen dem linksliberalen Parti radical an. Seit etwa 1934 wurde er ein Parteigänger des französischen Faschismus. 1936 trat er dem faschistischen Parti populaire français von Jacques Doriot bei. Während der deutschen Besetzung engagierte er sich für das Vichy-Regime. Drieus Faschismus ist individuell ausgeprägt. Zwar ist er Antisemit, aber er verwahrt sich gegen den Rassismus der deutschen Verehrung „germanischen Blutes“. Was er sucht, ist der Weg zu einer starken europäischen Union zwischen den Machtblöcken von New York und Moskau – zu einer Art Völkerbund der Faschisten auf dem alten Kontinent.
Er wurde zu einem Wortführer der Kollaboration mit den deutschen Nationalsozialisten. Die Nazis akzeptierten ihn, weil er wie sie Antisemitismus und Antikommunismus vertrat. Mit dem Vertreter der Besatzungsmacht, Gerhard Heller, der nach dem Krieg fünf von Drieu la Rochelles Werken ins Deutsche übersetzte, gründete Drieu im Verlag Gallimard die im Juni 1940 eingestellte NRF im Dezember 1940 neu. Drieu war ihr Chefredakteur bis zur Einstellung der Zeitschrift mit der Julinummer 1943.
1941 und 1942 besuchte Drieu mit anderen kollaborationistischen Autoren in Weimar das sogenannte Europäische Dichtertreffen, das von der Europäischen Schriftstellervereinigung, einer von Joseph Goebbels konzipierten nationalsozialistischen Propagandaorganisation, unter ihrem damaligen Vorsitzenden Hans Carossa (der nur 1941 teilnahm) und ihrem Generalsekretär Carl Rothe organisiert wurde.
In seinem 1944/45 entstandenen Récit secret (Geheimer Bericht) bekannte der von Hitlers Politik enttäuschte Drieu, der Faschismus sei ein Irrweg gewesen.
Am 15. März 1945 beging La Rochelle, dem die Verhaftung drohte und der „vor Gericht […] dem Todesurteil sehr wahrscheinlich nicht entgangen“ wäre, Selbstmord durch Gas – nicht ohne zuvor dem Kommunismus den Sieg gewünscht zu haben. Dem Suizid waren zwei weitere Selbstmordversuche vorausgegangen. Der Récit secret trug zu einer gewissen Rehabilitation Drieus im Frankreich der Nachkriegszeit bei. Der Historiker Ernst Nolte schrieb:

„Drieu hat in sich das bunt schillernde, in ungreifbaren Übergängen schwer fassbare Wesen des französischen Faschismus vielleicht am anschaulichsten verkörpert.“

## Rezeption
Schon in den 1970er-Jahren stieß Drieu auch bei der deutschen Neuen Rechten auf Interesse.
Im Jahr 2012 kam es in Frankreich zu einer Diskussion, als Drieu, allerdings nur mit einer Teilausgabe, in den „Pantheon der französischen Literatur“, die Bibliothèque de la Pléiade, aufgenommen wurde. Sein Werk wird im französischen Selbstverständnis inzwischen trotz seiner antisemitischen Einstellung und seiner Kollaboration mit dem Nationalsozialismus zum „patrimoine“, dem nationalen Kulturerbe, gerechnet.
Seit 2016 werden deutsche Übersetzungen durch den Jungeuropa Verlag des rechtsextremen Aktivisten Philip Stein verlegt.

## Schriften

### Lyrik
- Interrogation, 1917.
- Fond de cantine, 1920.

### Romane
- L'Homme couvert de femmes, 1925.
  - Deutsch: Der Frauenmann. Übersetzt von Gerhard Heller. Ullstein, Frankfurt am Main 1972.
- Blèche, 1928.
- Une femme à sa fenêtre, 1929.
- Le Feu follet, 1931.
  - Deutsch: Das Irrlicht. Übersetzt von Gerhard Heller. Propyläen, Berlin 1968.
- Drôle de voyage, 1933.
- Béloukia, 1936.
- Rêveuse bourgeoisie, 1937.
  - Deutsch: Verträumte Bourgeoisie. Übersetzt von Gerhard Heller. Ullstein, Frankfurt am Main 1969.
- Gilles, 1939 zensiert, 1942 in vollständiger Version erschienen.
  - Deutsch: Die Unzulänglichen. Übersetzt von Gerhard Heller. Propyläen, Berlin 1966. Neuausg. Jungeuropa, Dresden 2016, ISBN 978-3-9817828-2-0.
- L'Homme à cheval, 1943.
  - Deutsch: Der bolivianische Traum. Übersetzt von Friedrich Griese. Edition Maschke/Hohenheim Verlag, Köln-Lövenich 1981.
- Les Chiens de paille, 1944.
  - Deutsch: Die Strohhunde. Übersetzt von Markus Sanke. Jungeuropa Verlag, Dresden 2024, ISBN 978-3-948145-33-0.
- Mémoires de Dirk Raspe, 1944.
  - Deutsch: Die Memoiren des Dirk Raspe. Übersetzt von Gerhard Heller. Ullstein, Frankfurt am Main 1972.

### Novellen
- La Valise vide, 1921.
- État civil, 1921.
- Plainte contre inconnu, 1924.
- Journal d'un homme trompé, 1934.
- La Comédie de Charleroi, 1934.
  - Deutsch: Die Komödie von Charleroi. Übersetzt von Andrea Spingler und Eva Moldenhauer. Manesse Verlag, München 2016, ISBN 978-3-7175-2396-3.[10]
- Le Faux Belge, 1939.
  - Deutsch: Der falsche Belgier. Jungeuropa Verlag, Dresden 2020.
- Histoires déplaisantes, 1963.

### Essays
- Mesure de la France, mit einem Vorwort von Daniel Halevy, 1922.
- La Suite dans les idées, 1927.
- Le Jeune Européen, 1927.
- Genève ou Moscou, 1928.
- L'Europe contre les patries, 1931.
- Socialisme fasciste, 1934.
- Doriot ou la Vie d'un ouvrier français, 1936.
- Avec Doriot, 1937.
- Ne plus attendre, 1941.
- Im Invalidendom. In: Axel von Freytagh-Loringhoven, Joachim Moras (Hrsg.): Europäische Revue. 17. Jg. 1941, Heft 3. DVA, Stuttgart, Berlin.
- Notes pour comprendre le siècle, 1941.
- Chroniques politiques (1934–1943), 1943.

### Theaterstücke
- Charlotte Corday. Le chef, 1944.

### Posthume Veröffentlichungen
- Le Français d'Europe, Balzac, 1944.
- Récit secret, 1951.
  - Deutsch: Geheimer Bericht. Übersetzt und herausgegeben von Joachim Sartorius. Matthes & Seitz, München 1986.
- Sur les écrivains, 1964.
- Journal (1939–1945), 1992.
- Correspondance avec André et Colette Jéramec, 1993.
- Révolution nationale : articles parus dans « Révolution nationale », mai 1943-août 1944, 2004.
- Ne nous la faites pas à l'oseille, Éditions de L'Herne, 2007.
- Notes pour un roman sur la sexualité, suivi de Parc Monceau et de Heures, 2008.
- Textes politiques : 1919–1945, 2009.
- Lettres d'un amour défunt : correspondance 1929–1945, 2009.
- Romans, récits, nouvelles, 2012.
- Drôle de voyage, 2016.
- Le Jeune Européen et autres textes de jeunesse, 1917–1927, 2016.

## Verfilmungen
- 1963: Das Irrlicht (Le feu follet) – Regie: Louis Malle
- 1976: Die Frau am Fenster (Une femme à sa fenêtre) – Regie: Pierre Granier-Deferre
- 2011: Oslo, 31. August (nach Le feu follet) – Regie: Joachim Trier